# Теодора (сестра цара Јована Александара)
Теодора Стратимировић је била бугарска племкиња из средине XIV века – млађа сестра бугарског цара Јована Александра.
Теодора је најмлађа ћерка деспота Страцимира и деспине Кераца Петрице. Она је њихово најмлађе дете и сестра је бугарског цара Јована Александра и српске царице Јелене. Година њеног рођења није позната, али према бугарском истраживачу Ивану Божилову, Теодора је највероватније рођена у периоду 1334-1336, пошто је 1352. године, када су забележени први подаци о њеним датумима, била веома млада – између 16 година, и 18 година. У то време већ је боравила на српском царском двору са својом сестром и зетом царем Стефаном Душаном.Нићифор Григора јавља да је у јесен исте 1352. године, цар Стефан Душан уз помоћ бугарског цара Јована Александра покушао да обнови грађански рат у Византији тако што је цара - савладара Јована V Палеолога супротставио његовом тасту цару Јовану VI Кантакузину. Српски цар, Душан Силни је предложио цару Јовану V склапање савеза, обезбеђеног династичким браком: цар је морао да напусти своју жену царицу Јелену Кантакузин и пошаље је у Србију као таоца, а затим се ожени Теодором – сестром српске царице и бугарског цара. Међутим, планови о склапању овог брака, који је цар Стефан Душан замислио као политичко оружје, нису остварени.
Теодора се у изворима помиње само још једном, када је после смрти цара Стефана Душана децембра 1555. године, започео процес распада српске царевине и већину области под њеном контролом, Тесалију и Етолију, освојио је деспот Нићифор II Орсини. Тада се међу Орсинијевом пратњом појавила идеја да он остави своју жену деспину Марију Кантакузин, такође ћерку цара Јована VI Кантакузина, и ожени сестру српске царице, тј. Теодору. Деспот Нићифор II је у сродству са српским двором видео повољну прилику и прихватио понуду, након чега је прогнао своју жену и почео да се припрема за женидбу Теодором. Планови за овај брак су такође пропали, пошто је Орсинијево деловање изазвало негодовање локалног становништва, које је стало на страну Марије Кантакузин и захтевало њен повратак, а деспот Нићифор II је био приморан да се повинује и одрекне планираног брака са Теодором. Убрзо потом погинуо је у бици 1359. године. После ових догађаја у изворима нема других података о Теодорином животу.